# Lamine Diatta
Lamine Diatta (Dakar, 2 juli 1975) is een Senegalese voetballer die bij voorkeur als verdediger speelt. Hij verruilde in april 2009 Hamilton Academical FC na één maand voor Al-Ahli SC. Hij speelde van 2000 tot en met 2008 veertig interlands voor de Senegalese nationale ploeg, waaronder alle wedstrijden in de groepsfase op het WK 2002.
Diatte speelde eerder voor onder meer Beşiktaş JK, Toulouse FC, Stade Rennais en Olympique Lyonnais. In 2005 en 2006 werd hij landskampioen met Lyon. Sinds 2011 komt hij uit voor Étoile Sportive du Sahel uit Tunesië.